# Darklands
Darklands ist ein Computer-Rollenspiel von MicroProse. Es wurde erstmals 1992 für MS-DOS veröffentlicht.

## Handlung
Das Spiel ist in Deutschland des 15. Jahrhunderts angesiedelt, zu Zeiten des Heiligen Römischen Reiches Deutscher Nation. Im Gegensatz zu den meisten anderen Fantasy-Rollenspielen baut es stark auf dem historischen Hintergrund auf, versucht dem Spieler jedoch eine damalige Weltsicht einschließlich des vorherrschenden Aberglaubens zu vermitteln und rechtfertigt damit die Verwendung fantastischer Gestaltungselemente im weiteren Spielverlauf, wie beispielsweise das Auftreten von Fabelwesen wie dem Tatzelwurm oder Drachen. In der Rezeption des Spiels werden beispielsweise auch Tempelritter gemäß der vorgeschobenen Anklage König Philipps IV. von Frankreich als Götzenanbieter dargestellt und die Existenz von Hexen im Sinne des 1486 veröffentlichten Malleus Maleficarum (Hexenhammer) angenommen. Auch der Glaube an die Wunderwirksamkeit von Reliquien wird akzeptiert. Darklands verwendet historisch akkurate Karten und gibt die wichtigsten Probleme und Alltagsbegebenheiten der Zeit wieder.
Darklands ist nichtlinear und verfügt über ein offenes Ende. Das eigentliche Ziel des Spiels kristallisiert sich erst im Laufe des Abenteuers heraus. Der Zeitpunkt des Auftauchens der Aufgaben, die für das eigentliche Spielziel erfüllt werden müssen, variiert von Spiel zu Spiel und wechselt auch in der Reihenfolge. Nach dem erfolgreichen Lösen der Hauptquest kann frei weitergespielt werden. Das Programm erzeugt in diesem Fall weiterhin zufällige Missionen und Aufgaben. Der Spieler ist frei in der Gestaltung seiner Spielweise. Er kann sowohl als rechtschaffener Kämpfer als auch als Raubritter agieren.

## Spielprinzip
Der Spieler steuert eine Gruppe von bis zu vier Charakteren, die in einem sehr komplexen Charaktererschaffungssystem entstehen. Jeder Charakter durchläuft dort eine Reihe von Ausbildungen und Zeiträumen, die ihm Erfahrung, Kenntnisse und Ausrüstung in bestimmten Gebieten verschaffen. Dabei altert er auch, was sich früher oder später auf seinen körperlichen Zustand auswirkt. Die Ausrüstung der Charaktere ist historisch recht akkurat und reicht von Alltagsgegenständen in einem damaligen Kriegerhaushalt bis hin zu kirchlichen Relikten, denen damals besondere Wirkung zugesprochen wurde.
Gesteuert wird das Spiel hauptsächlich über menügeführte Karten und Standbilder, in denen man sich von einem Punkt zum nächsten bewegt beziehungsweise in den Städten seinem Alltag nachgeht. Die Reisen zwischen den Städten und die Kämpfe werden auf isometrischen Karten präsentiert und finden in Echtzeit statt. Der Spieler kann das Spiel im Kampf jedoch jederzeit pausieren, um seinen Charakteren Handlungsanweisungen zu geben. Eine Besonderheit bei Kämpfen ist das Ausdauer-/Todessystem bei schwer gepanzerten Charakteren. Statt Lebensenergie verlieren diese bei einem Kampf Ausdauer. Sinkt diese gegen Null, werden sie kampfunfähig, lassen sich aber wiederbeleben. Sinkt dagegen die Lebensenergie gegen Null, stirbt der Charakter dauerhaft.
In Darklands gibt es kein traditionelles Magiesystem. Stattdessen orientiert man sich vor allem an der Religion der Zeit, und an der Alchemie. Letztere wird als das Mischen von Tränken aus allerlei im Spiel auffindbaren Zutaten und Rezepten umgesetzt. Tränke können unter anderem im Kampf als Waffe, zur Verbesserung der Charakterwerte oder in Dialogen verwendet werden. Priester können die Unterstützung von 137 Heiligen herbeirufen, Reliquien können als magische Hilfsmittel im Kampf verwendet werden. Auch die Zeit hat einen spürbaren Einfluss auf den Spielverlauf. So altern Charaktere und müssen durch neue ersetzt werden.
Darklands erwartet vom Spieler in hohem Maße, dass er sich eigene Notizen macht oder nach dem Prinzip „Trial and Error“ Problemlösungen selbst erarbeitet.

## Entwicklung
MicroProse hatte sich zuvor hauptsächlich durch Simulationen und dem Strategiespiel Civilization einen guten Ruf als Entwickler erarbeitet. Darklands war hingegen das erste Computer-Rollenspiel des amerikanischen Entwicklers. Es entstand nach Initiative des späteren Projektleiters Arnold Hendrick und Senior Programmer Jim Synoski, die bereits seit längerem ein Fantasy-Rollenspiel entwickeln wollten und MicroProse-Chef Bill Stealey schließlich mit Verweis auf die erfolgreiche Ultima-Reihe zur Genehmigung eines solchen Projekts bewegen konnten. Allerdings bestand im Vorfeld kein detailliertes Designkonzept, was der damaligen Designphilosophie von MicroProse entsprach, nach der sich Projekte evolutionär entwickeln sollten.
Hendricks Konzept und Design wurde von mehreren Aspekten beeinflusst. Zum einen war es Hendrick als studiertem Historiker mit Fachgebiet Militärgeschichte stets ein Anliegen, wenn möglich in seinen Spielen auch gewisse historische Einblicke zu vermitteln. Da keinem Spiel mit einem früheren historischen Szenario als dem Mittelalter zuvor Erfolg beschieden war, blieb dieses als frühestes denkbares Zeitalter. Um Fantasy-Fans zumindest mit einigen vertrauten Inhalten ansprechen zu können, sah Hendrick die Notwendigkeit für eine gewisse Palette an typischen Ausrüstungsgegenständen, etwa bestimmte Rüstungen, Schwerter, Äxte, Morgensterne, Armbrüste und ähnliches. Dies grenzte den Zeitraum weiter auf das 14. und 15. Jahrhundert ein. Da sich dieser Zeitraum für das Gebiet Frankreichs und Großbritanniens unweigerlich mit dem Hundertjährigen Krieg überschneiden würde, zu dem Hendrick kein ausreichendes historisches Material vorlag, war auch der regionale Schwerpunkt eingegrenzt. Hinzu kam der Einfluss diverser Pen-&-Paper-Rollenspiele, unter anderem Traveller, RuneQuest und Advanced Dungeons & Dragons. Maßgeblich war jedoch Warhammer Fantasy, das ebenfalls auf mittelalterliche deutsche Hintergründe setzte und einen entscheidenden Impetus für die Wahl des Szenarios darstellte.
MicroProse bewarb das Spiel als das erste „realitätsgetreue Fantasy-Rollenspiel“. Allerdings stand bei der Entwicklung stets ein unterhaltsames Spielprinzip im Vordergrund. Mitunter wurden daher auch spätere Dar- und Vorstellungen wie die des Hexenhammers oder von Jean Bodin auf den im Spiel dargestellten Zeitraum rückprojiziert, sofern sie dem Spielkonzept zuträglich schienen. Allerdings standen auch diese unter der Prämisse, dass sie zumindest in Teilen der Bevölkerung verbreitet waren. Das klassenlose Charaktersystem und die Charakterentwicklung auf Anwendungs-/Talentbasis ist von Traveller und ähnlich konzipierten Rollenspielregelwerken beeinflusst. Dies sollte vor allem die Wiederspielbarkeit erhöhen und dem Spieler möglichst große Entscheidungsfreiheit bei der Ausgestaltung der Charaktere lassen. Die Entscheidung für ein Echtzeitkampfsystem mit Pausenfunktion fiel, da die meisten erfolgreichen Rollenspiele während des Entwicklungszeitraums ebenfalls auf Echtzeit setzten und mehrere rundenbasierte Strategiespiele von MicroProse sich zuvor als erfolglos erwiesen hatten.
Aus einer Projektmanagement-Warte bewertete Hendrick das Spiel später als „das vermutlich größte Desaster“, das jemals unter seiner Leitung stand. Das Entwicklungsdauer betrug drei Jahre und wurde mit rund drei Millionen Dollar Entwicklungskosten das bis dato teuerste Projekt von MicroProse. Das Fehlen eines vollständigen Designdokuments mit konkreten Vorgaben im Vorfeld in Verbindung mit unterschiedlichen Vorstellungen der beteiligten Personen führte zu einer stückweisen Entwicklung des Spiels. Doch gerade gegen Ende des Entwicklungszeitraums befand sich das Unternehmen in einer schwierigen finanziellen Lage. Das letzte halbe Jahr arbeitete das Team unter enormem zeitlichen Druck an der Fertigstellung des Spiels (Crunch-Time). Daher fielen der Einbau weiterer Questlinien und zusätzliche Aktivitäten der Schere zum Opfer. Gleiches galt für die Darstellung von Kämpfen zu Pferd, da diese den Aufwand für die Erstellung der hierfür notwendigen Sprite-Grafiken mehr als verdoppelt hätten. Schwerwiegender waren jedoch technische Fehler, die nicht mehr rechtzeitig vor Veröffentlichung ausgemerzt werden konnten.
Die Erstveröffentlichung des Spiels 1992 erfolgte sowohl auf 5,25"- als auch 3,5"-Disketten. 1995 wurde das Spiel ein weiteres Mal auf CD-ROM veröffentlicht. Am 13. Oktober 2011 wurde das Spiel von Rechteinhaber Atari über die Online-Distributionsplattform GOG.com wiederveröffentlicht.

## Rezeption
Noch im Vorfeld erhielt Darklands hohes Kritikerlob:

“What Hendrick and Petersen have done is create a world and a system within which computer gamers can adventure, rather than providing one quest to be solved. For the first time, this writer really believes that people will continue to play this game after it is won. The world is that palpable and that satisfying.”

„Was Hendrick und Petersen getan haben, ist eine Welt und ein System zu schaffen, in dem Computerspieler Abenteuer erleben können, statt einfach nur eine zu lösende Quest abzuliefern. Zum ersten Mal glaubt dieser Autor wirklich, dass die Leute dieses Spiel weiterspielen werden, sobald es gewonnen wurde. Die Welt ist dermaßen greifbar und erfüllend.“

Letztlich erhielt das Spiel lediglich durchschnittliche Wertungen. Gelobt wurden das umfangreiche Charaktersystem, die taktischen Kämpfe und die übersichtliche Menüsteuerung. Auch die Herausarbeitung des historischen Hintergrundes wurde gelobt. Gleichzeitig wurde das Spiel jedoch für eine Mehrheit der Spieler als zu detailliert und auf Spezialinteressen ausgerichtet bezeichnet. Die zahlreichen Charaktereinstellungsmöglichkeiten können demnach leicht zu Fehlern bei der Entwicklung der Helden führen und damit im weiteren Spielverlauf zu unüberwindbaren Problemen führen. Das D&D-Fanmagazin Dragon hob vor allem die variablen Handlungsmöglichkeiten und zahlreichen Freiheiten des Spielers hervor.
Das Spiel litt bei Erscheinen unter zahlreichen Programmfehlern, die auch durch nachfolgende Updates nur teilweise behoben werden konnten. Besondere Bekanntheit erlangte dabei ein Bug, der das Aussehen der Spielfiguren dauerhaft veränderte. Nach Auftreten des Fehlers wurde beispielsweise die bisherige Haarfarbe des Charakters häufig durch grelle Farben ersetzt. Dieser Fehler war unumkehrbar und konnte von den Entwicklern nicht behoben werden.
Das deutsche Spielemagazin Play Time zeichnete Darklands bei einer gleichzeitigen Wertung von 78 % mit ihrem Play Time Star aus. Das amerikanische Game Players Magazine verlieh dem Spiel 1992 einen PC Special Achievement Award. 2004 nahm das amerikanische Online-Spielemagazin GameSpot Darklands in seine Liste der besten Spiele aller Zeiten auf.
In einem historischen Genreüberblick für Gamasutra bezeichnete Autor Matt Barton Darklands als “meticulously historical CRPG” (deutsch: „peinlich genaues Computer-Rollenspiel“), das sich durch „viel Substanz und wenig Hype“ auszeichnete. Er bezeichnete das „intelligente Charaktererschaffungssystem“ als einen der herausragendsten Punkte des Spiels, während er das Speichersystem als „bestenfalls irritierend“ beschrieb und neben den zahlreichen Programmfehlern als einen Hauptkritikpunkt aufführte.
Gemäß Spieleentwickler Joshua E. Sawyer (Icewind Dale II, Fallout: New Vegas) in einer Retrospektive im Jahr 2012 für RPGCodex widersetzte sich das Spiel damaligen Genrekonventionen. Statt auf eine seiner Zeit gängige Charaktererstellung mit verschiedenen Rassen und Klassen zu setzen, wurden die Charaktere anhand von Lebenspfaden entwickelt. Statt Erfahrungspunkten, Charaktergesinnungen und Stufenaufstiegen habe es auf eine Charakterentwicklung nach dem Prinzip Learning by Doing gesetzt. Weiterhin habe das Spiel innerhalb des Rollenspielgenres in einigen Bereichen eine Vorreiterrolle innegehabt. So habe es nahezu 20 Jahre vor The Elder Scrolls V: Skyrim bereits ein Questsystem ähnlich der von Bethesda Game Studios entwickelten Radiant Story besessen und sechs Jahre vor Baldur’s Gate auf ein Echtzeit-Kampfsystem mit Pausenfunktion gesetzt. Durch den geschickten Einsatz der geschichtlichen Informationen habe es die Wertschätzung für historische Hintergründe steigern können. Aus all diesen Gründen habe Darklands eine neue Sichtweise auf die Gestaltung von Computer-Rollenspielen geben können. Bereits in einem Interview 2011 hatte Sawyer die Spielwelterkundung und die Spielmechaniken von Darklands als maßgeblichen Einfluss für seine Designarbeiten bezeichnet.
Im Handbuch des Spiels deutete Entwickler Arnold Hendrick die Möglichkeit einer Fortführung an, die letztlich jedoch nicht umgesetzt wurde. Gemäß späterer Angaben Hendricks hatte sich Darklands nicht als großer Erfolg erwiesen, weswegen die Pläne wieder aufgegeben wurden. Während die Verkaufszahlen im ersten Monat noch sehr gut waren, nahmen sie in den darauffolgenden Monaten immer weiter ab. Die Zahl der Rückgaben überstieg die Zahl der Neuverkäufe. Insbesondere ein gravierender Speicherbug verhinderte, dass das Spiel beendet werden konnte. MicroProse benötigte sechs Monate, um den Fehler beheben zu können und verzichtete infolge dieses Misserfolgs auf weitere Gehversuche im Rollenspielgenre. Darklands beeinflusste jedoch Bethesda Softworks maßgeblich bei der Entwicklung der Elder-Scrolls-Serie.